# Medasina plagiaria
Medasina plagiaria är en fjärilsart som beskrevs av Walker 1869. Medasina plagiaria ingår i släktet Medasina och familjen mätare. Inga underarter finns listade i Catalogue of Life.